# Џон Пулман
Џон Пулман (енгл. John Pulman; 12. децембар 1923 — 25. децембар 1998) био је енглески професионални играч снукера. 
Освојивши аматерско првенство Енглеске 1946. године, Пулман је постао професионалац. Потом је освојио три титуле на Светском снукер турниру (News of the World Snooker Tournament) 1954, 1957. и 1958. Био је светски шампион у снукеру осам пута, све титуле освојио пре модерне ере снукера. Постао је телевизијски коментатор пред крај играчке каријере и повукао се 1981. године након лома ноге у саобраћајној несрећи. Преминуо је 1998. након што је пао низ степенице у својој кући.